# Carbonia-Iglesias (provincie)
Carbonia-Iglesias (Provincia di Carbonia-Iglesias) byla italská provincie v oblasti Sardinie. Sousedila na severu s provincií Medio Campidano a na východě s provincií Cagliari, na jihu a západě byla vymezena pobřežím Středozemního moře. V roce 2016 došlo k reorganizaci administrativního dělení Sardinie a území této provincie bylo začleněno do nově ustanovené provincie Sud Sardegna.